# Aidan Quinn

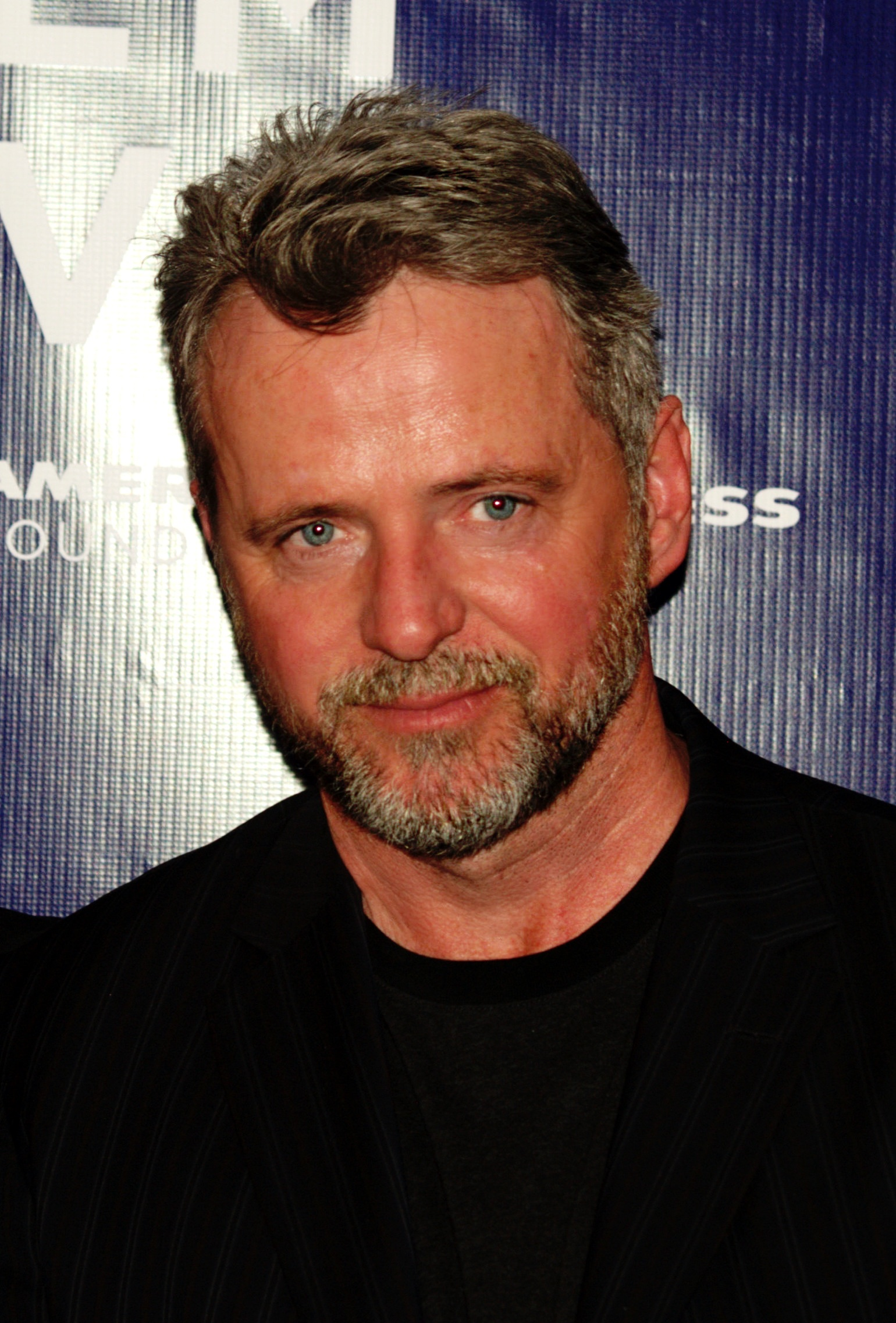
Aidan Quinn beim Tribeca Film Festival 2009

Aidan Quinn (* 8. März 1959 in Chicago, Illinois) ist ein US-amerikanischer Schauspieler.

## Leben
Aidan Quinn entstammt einer irischen Familie. Sein Vater war Literaturprofessor, sein älterer Bruder Declan ist Kameramann, seine jüngere Schwester Marian Schauspielerin und Regisseurin. Er wuchs zeitweise in Belfast, Dublin und anderen irischen Städten auf. Bereits im Alter von 19 Jahren spielte er an einem Theater in Chicago. Er absolvierte die Rockford West High School und dann die DePaul University, an der er Theaterschauspiel studierte.
Für seine Rolle in dem Fernsehfilm Früher Frost (1985), einem der ersten Dramen, das sich inhaltlich mit dem Thema AIDS auseinandersetzte, trat Quinn neben Gena Rowlands und Ben Gazzara auf und wurde dafür für einen Emmy nominiert. Er übernahm 1986 in dem Film Mission eine größere Rolle neben Robert De Niro und Jeremy Irons. Ein Jahr später spielte er den Bösewicht im Erfolgsfilm Die Nacht hat viele Augen. In dem Film Benny und Joon spielte Quinn 1993 eine der Hauptrollen neben Johnny Depp und Mary Stuart Masterson, 1994 in Legenden der Leidenschaft neben Brad Pitt und Anthony Hopkins. Für seine Rolle in dem Fantasyfilm Zauberhafte Schwestern, in dem er 1998 neben Nicole Kidman und Sandra Bullock auftrat, wurde er für den Blockbuster Entertainment Award nominiert. 
2001 sollte Aidan Quinn im Film Ocean Warrior, den Kapitän und Meeresschützer Paul Watson spielen. Auf Grund finanzieller Probleme wurde der Film nie produziert. Jedoch hatte Aidan Quinn, in Vorbereitung auf den Film, Paul Watson auf einem seiner Schiffe begleitet und unterstützt seit damals dessen Meeresschutzorganisation Sea Shepherd.
Von 2012 bis 2019 sah man ihn als Captain Thomas Gregson in 154 Episoden der populären US-amerikanischen Krimiserie Elementary neben Jonny Lee Miller und Lucy Liu.
Neben seinen Film- und Fernsehengagements trat Aidan Quinn auch in einigen Theaterproduktionen der Goodman Theater Acting Company und der Steppenwolf Theatre Company in Chicago auf.
Quinn ist seit dem Jahr 1987 mit der Schauspielerin Elizabeth Bracco verheiratet, die beiden haben miteinander zwei Töchter.

## Filmografie (Auswahl)
- 1984: Reckless – Jung und Rücksichtslos (Reckless)
- 1985: Susan … verzweifelt gesucht (Desperately Seeking Susan)
- 1985: Früher Frost (An Early Frost)
- 1986: Mission (The Mission)
- 1987: Die Nacht hat viele Augen (Stakeout)
- 1989: Crusoe
- 1990: Die Geschichte der Dienerin (The Handmaid’s Tale)
- 1990: Avalon
- 1992: Die Playboys (The Playboys)
- 1993: Benny & Joon
- 1994: Blink – Tödliche Augenblicke (Blink)
- 1994: Mary Shelley’s Frankenstein (Frankenstein)
- 1994: Legenden der Leidenschaft (Legends of the Fall)
- 1995: Haunted – Haus der Geister (Haunted)
- 1995: Der wunderliche Mr. Cox (The Stars Fell on Henrietta)
- 1996: Michael Collins
- 1996: Al Pacino’s Looking for Richard (Looking for Richard)
- 1997: The Assignment – Der Auftrag (The Assignment)
- 1997: Alles Unheil kommt von oben (Commandments)
- 1998: Zauberhafte Schwestern (Practical Magic)
- 1999: Jenseits der Träume (In Dreams)
- 1999: Music of the Heart
- 2000: Two of Us (Fernsehfilm)
- 2002: Stolen Summer – Der letzte Sommer (Stolen Summer)
- 2002: Evelyn
- 2004: Bobby Jones – Die Golflegende (Bobby Jones: Stroke of Genius)
- 2004: Shadow of Fear
- 2004: Return to Sender
- 2005: Nine Lives
- 2005: Empire Falls – Schicksal einer Stadt (Empire Falls)
- 2005: Mayday – Katastrophenflug 52 (Mayday)
- 2007, 2021, 2022: Law & Order: Special Victims Unit (Fernsehserie, 3 Episoden, Verschiedene Rollen)
- 2008: Wild Child
- 2009: A Shine of Rainbows
- 2010: Jonah Hex
- 2010: Sarahs Schlüssel (Elle s’appelait Sarah)
- 2010: Verliebt und ausgeflippt (Flipped)
- 2010: La Linea 2 (Across the Line: The Exodus of Charlie Wright)
- 2011: Unknown Identity (Unknown)
- 2011–2012: Prime Suspect (Fernsehserie, 13 Episoden)
- 2012–2019: Elementary (Fernsehserie, 148 Episoden)
- 2022: Blacklight
- 2024: Rematch (Fernsehserie)